# Bassa bolognese
La Bassa bolognese, detta anche "la Bassa" o Pianura bolognese, è la fascia di territorio pianeggiante della città metropolitana di Bologna larga circa 24 km e lunga circa 45 km.

## Comuni
- Argelato
- Baricella
- Bentivoglio
- Budrio
- Castello d'Argile
- Castel Maggiore
- Crevalcore
- Galliera
- Granarolo dell'Emilia
- Malalbergo
- Minerbio
- Molinella
- Pieve di Cento
- Sant'Agata Bolognese